# Belinteng
Belinteng is een bestuurslaag in het regentschap Langkat van de provincie Noord-Sumatra, Indonesië. Belinteng telt 4771 inwoners (volkstelling 2010).